# Back in the USSR (film)
Pour les articles homonymes, voir Back in the USSR (homonymie).
Pour plus de détails, voir Fiche technique et Distribution.
Back in the USSR est un film policier américain réalisé par Deran Sarafian et sorti en 1992. 
L'action se déroule en URSS pendant la perestroïka en 1990, et l'on peut voir un McDonald's au début du film.

## Synopsis
Archer Sloan, un étudiant américain de Chicago, est venu à Moscou pour une visite guidée. En sortant de l'hôtel, il aperçoit dans le hall une jeune fille russe, Lena, qui a des problèmes avec le portier : il ne veut pas la laisser sortir. Archer aide galamment la jeune fille à sortir de l'hôtel et la fait monter dans un taxi avec lui. Mais cette fille est en fait une prostituée qui vient de se glisser hors de la chambre du client anglais rustre Stanley, emportant avec elle sa valise, qui contient une ancienne icône de la Vierge noire, volée par Stanley pour l'influent contrebandier russe Kourilov.

## Fiche technique
- Titre américain original : Back in the USSR[1]
- Réalisateur : Deran Sarafian
- Scénario : Lindsay Smith, Ilmar Taska (et)
- Photographie : Yuri Neyman (en)
- Montage : Ian Crafford
- Musique : Les Hooper, Rena Riffel
- Costumes : Cynthia Bergstrom , Tatiana Litchmanova
- Production : Lindsay Smith, Ilmar Taska (et)
- Société de production : JVC Entertainment, Largo International
- Pays de production :  États-Unis
- Langues originales : anglais, russe
- Format : couleur - Son Dolby Surround - 35 mm
- Durée : 87 minutes
- Genre : film policier, thriller
- Dates de sortie :
  - États-Unis : 7 février 1992
  - Russie : janvier 1993

## Distribution
- Frank Whaley : Archer Sloan
- Natalia Negoda : Lena
- Roman Polanski : Kourilov
- Andrew Divoff : Dimitro
- Dey Young : Claudia
- Ravil Isyanov : Gueorgui
- Harry Ditson : Whittier
- Brian Blessed : Tchazov
- Constantine Gregory (en) : Stanley
- Boris Romanov (ru) : père Piotr
- Vsevolod Safonov : Ivan
- Yuri Sarantsev : le portier
- Oleg Anofriyev : le chauffeur de taxi
- Nikolaï Averiouchkine (ru) : Hadès, l'homme à tout faire
- Vladimir Droujnikov : le prêtre
- Igor Klass (ru) : Konstantin